# Surplus: Terrorized into Being Consumers
Pour plus de détails, voir Fiche technique et Distribution.
Surplus: Terrorized Into Being Consumers est un film documentaire suédois d'Erik Gandini sorti en 2003, qui porte sur les questions du consumérisme et de la mondialisation. 

## Résumé
Le film traite des arguments en faveur du capitalisme et du progrès technique, comme une plus grande efficacité qui laisserait plus de temps et permettrait de moins travailler, pour juger finalement que cet objectif n'est pas atteint. 
Cette conclusion est atteinte à travers un tour du monde passant entre autres par un retour sur les émeutes anti-G8 de Gênes de 2001, un panorama de la situation cubaine sous Fidel Castro et un reportage dans les chantiers de démantèlement de navires d'Alang.
Un temps de parole important est également accordé au philosophe américain John Zerzan, défenseur du primitivisme. Bien que clairement favorable à l'altermondialisme, le film ne défend pas ouvertement les thèses primitivistes.

## Fiche technique
- Musique : David Österberg et Johan Söderberg
- Photographie : Lukas Eisenhauer et Carl Nilsson
- Montage : Johan Söderberg
- Production : Erik Gandini
- Langue : suédois, espagnol, anglais